# Spinus magellanicus
El cabecita negra, cabecitanegra común, jilguero encapuchado o jilguero peruano   (Spinus magellanicus) es una especie de ave paseriforme de la familia Fringillidae propia de América del Sur.

## Descripción
Mide entre los 10 a 14 cm. El macho generalmente es verdoso por encima y amarillo por debajo, tiene en la cabeza una capucha negra característica, nuca y cuello amarillo verdosos, rabadilla amarilla, las alas y cola son negras con franjas amarillas muy llamativas en vuelo. La hembra no tiene capucha, su cabeza es grisácea, tiene el dorso más pálido y por debajo más verdosa que amarilla. Los juveniles son parecidos a la hembra.

## Subespecies
Existen once subespecies catalogadas, pero que en el campo son muy difíciles de distinguir a veces:

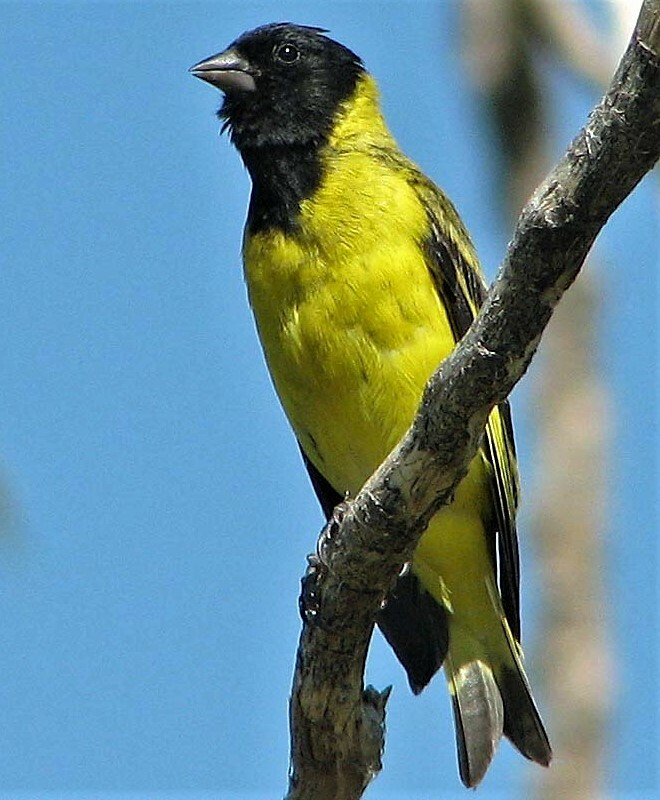
S. m. magellanicus (forma nominal) que se encuentra en el Sureste de Argentina y Uruguay, conocido como porteñito por los cazadores. Capucha grande, con negro en la garganta que se extiende hacia el pecho, de ahí el nombre de corbatudo. Mide de 11 a 12 cm de longitud.
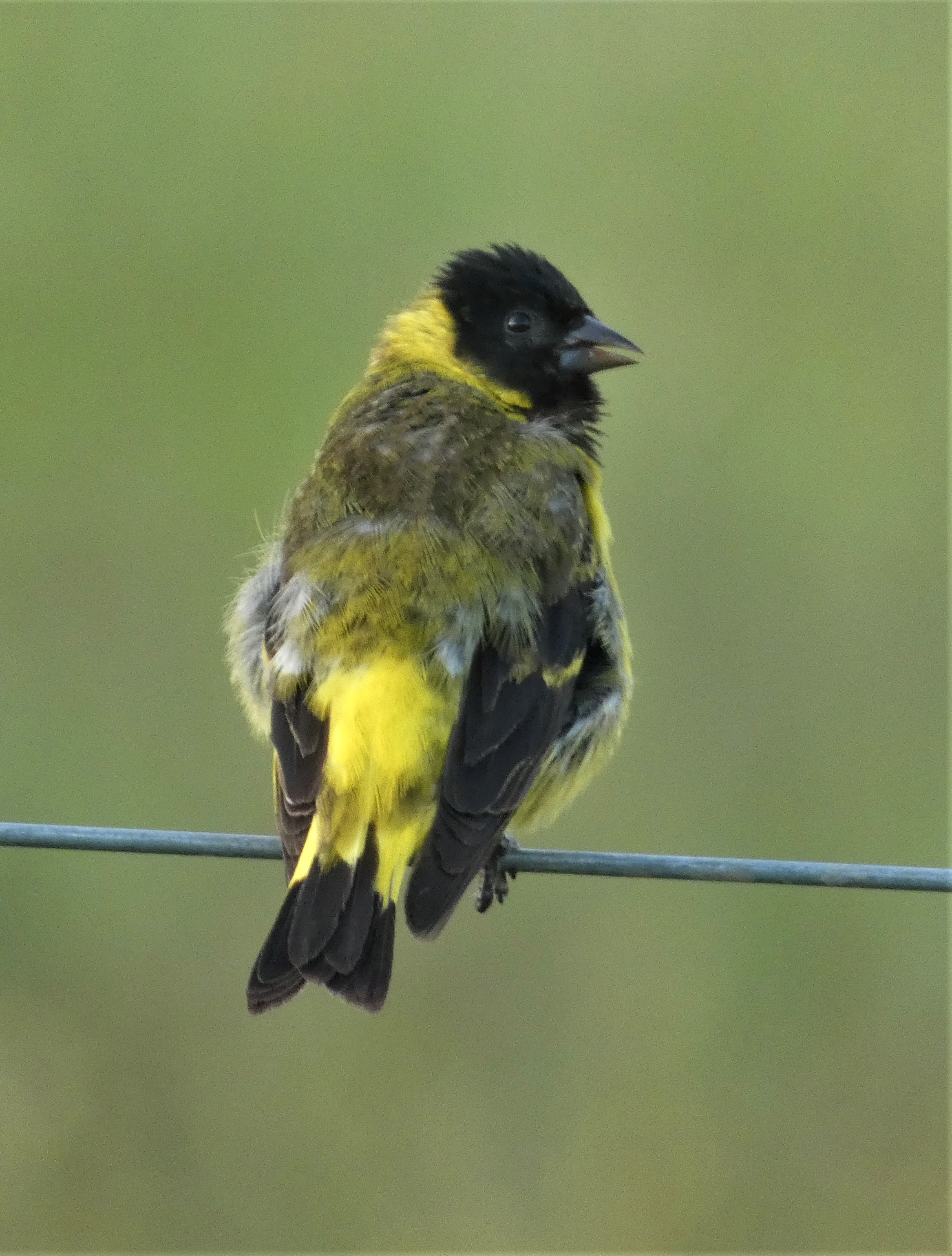
Dorsal del macho, subespecie magellanica (nominal), Uruguay.

- S. m. capitalis (Cabanis, 1866): Centro y Sur de Colombia, Ecuador y Noroeste de Perú. Capucha corta solo hasta la garganta, vientre de color amarillo dorado, el obispillo de color amarillo uniforme con la espalda, aunque ésta muestra pequeñas listas. Las plumas terciarias moteadas de blanco en el extremo y ancha franja alar amarilla. La hembra tiene la espalda amarilla, desde la garganta hasta el pecho de color amarillo y luego el vientre gris pálido.
- S. m. paulus (Todd, 1926): Sur de Ecuador, Oeste de Perú. Parecido al capitalis pero la espalda clara sin listas, el obispillo amarillo y el amarillo de las alas y la cola menos llamativo. El vientre amarillo verdoso. La hembra tiene la espalda gris, el obispillo amarillo y el vientre amarillo verdoso.
- S. m. peruanus (Berlepsch & Stolzmann, 1896): Centro de Perú. Espalda verde, obispillo amarillo poco llamativo. La hembra con la espalda más verde oliva que gris.
- S. m. urubambensis (Todd, 1926): Desde el Sur de Perú hasta el Norte de Chile. La más grande, 14 cm. Muy parecido a la raza peruana pero el vientre es gris pálido o verdoso con blanco en la región anal.
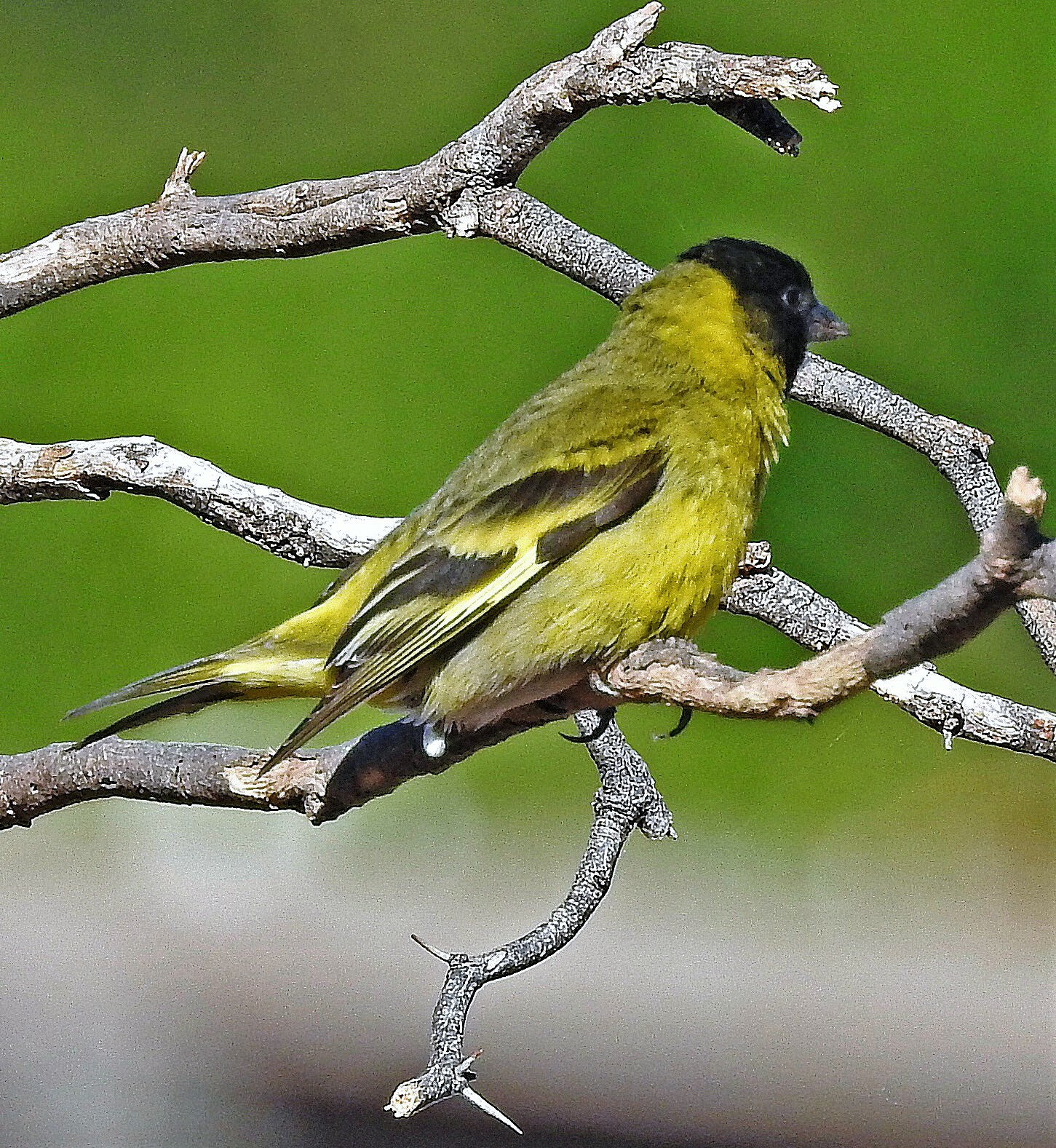
S. m. bolivianus (Sharpe, 1888): Oeste del Mato Grosso y Bolivia. El macho tiene el pecho negro hasta el pecho y extendido a los lados del cuerpo. La espalda muy estriada de negro, las coberteras subcaudales negras y con amarillo muy llamativo en los lados de las plumas de la cola. La hembra en la cabeza una "sombra" de máscara negra del macho.
- S. m. allenii (Ridgway, 1899): Sureste de Bolivia y Noreste de Argentina. Más pequeño que el ictérica y con el abdomen de color más amarillento. Capucha cortita, mucho más contraste en negro y amarillo en las plumas de las alas y de la cola. .
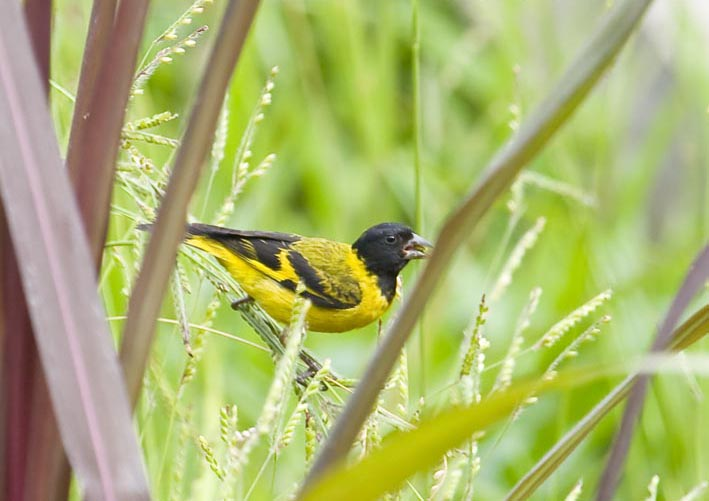
S. m. ictericus (Lichtenstein, 1823): Sureste, Centro de Brasil hasta la provincia del Río Negro en Argentina, Este y Sur de Paraguay. Más verdoso y un poco más pequeño que el nominal.
- S. m. longirostris (Sharpe, 1888): Guyana, Norte de Brasil y Sureste de Venezuela. 13 cm. Pico de 11 mm de longitud, el más largo de la especie.
- S. m. tucumanus (Todd, 1926): Norte y Centro de Argentina. 14 cm. Robusto, espalda verdosa y rayada de marrón, verdoso por debajo, capucha muy corta por detrás y justo hasta la garganta. El amarillo del vientre suele ser más pálido y con más blanco en las partes inferiores.
- S. m. hoyi (Koenig, 1981): Noroeste de Argentina.
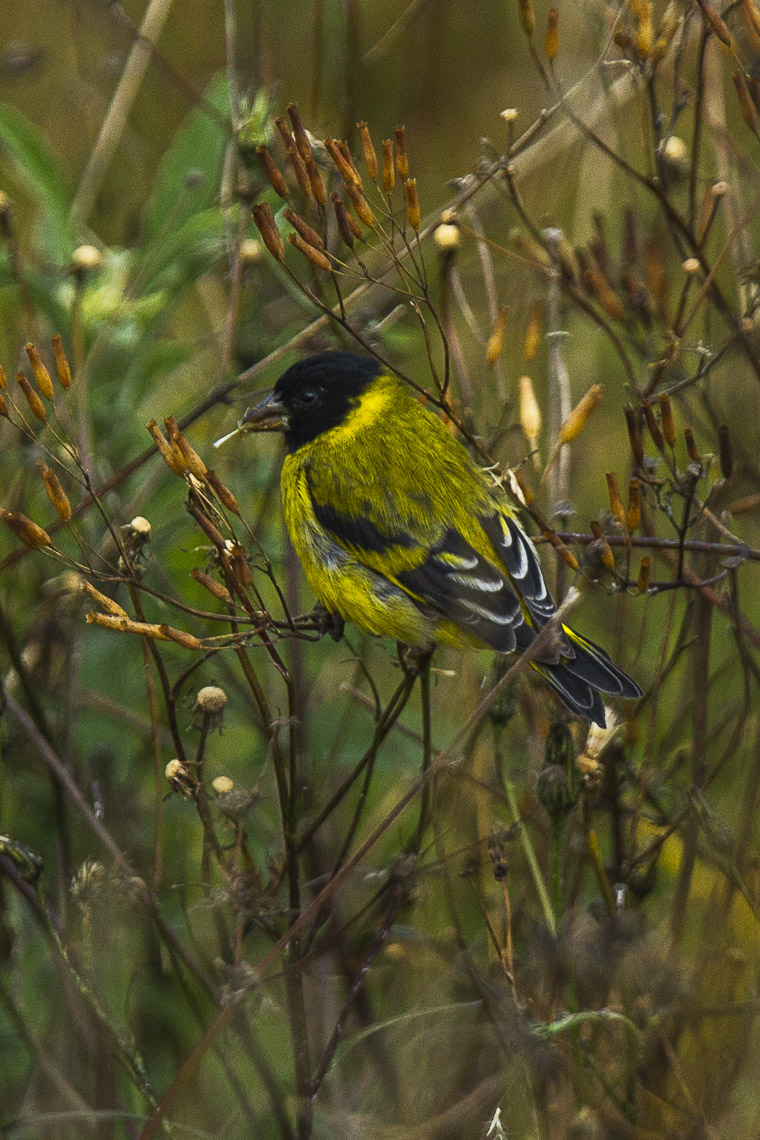
S. m. santaecrucis (Todd, 1926): Este y Centro de Bolivia. Muy parecido a la forma nominal pero de vientre blanco.  - Macho, subespecie magellanicus (nominal), CABA, Argentina.
  - Dorsal del macho, subespecie magellanica (nominal), Uruguay.
  - Macho de la subespecie tucumanus, en La Rioja, Arg.
  - Macho de la subespecie ictericus, Brasil.
  - Macho, subespecie paulus, Ecuador.

## Hábitat
Muy variado, está adaptado a muchos biotopos y altitudes, desde el nivel del mar hasta los 5000 m s. n. m. en Chile. En jardines y parques de las ciudades. Prefiere las zonas montañosas ricas en bosques y matorrales.

## Alimentación
Se alimenta de todo tipo de granos, pero en época de cría busca pequeños insectos como los pulgones (familia afiidae) para alimentar sus crías.
Fuera de la época reproductiva, en las ciudades se agrupa en grandes bandadas para comer las semillas del Fraxinus pennsylvanica. Buscan los campos con flores de Bidens pilosa, Vernonia sp. y Gynerium argenteum para alimentarse de sus semillas inmaduras. En los bosques de Sapipuras (Bowdichia virgillioides) y las Araucarias (Araucaria sp.)

## Reproducción
Entre los meses de octubre a marzo el macho y hembra se separan de la bandada para buscar un territorio de cría. El macho persigue a la hembra cantando y mostrando su garganta negra. El apareamiento tiene lugar a los 7 días antes de empezar a construir el nido. La hembra sin ayuda del macho lo construye en 7 o 9 días. Utiliza fibras vegetales, tallos y palitos finos para darle una estructura e interiormente lo recubre con lana y pelos. Lo sitúa en el extremo de una rama de árbol como el eucalipto o en una conífera, a bastante altura (3-4 metros). La puesta se compone normalmente de 3-4 huevos blanco azulados con manchitas marrones y negras, longitud 16,5 mm, anchura 12,4 mm, peso 1,5 gramos. La incubación y el cuidado inicial de las crías lo hace la hembra y pasados los días el macho colabora.

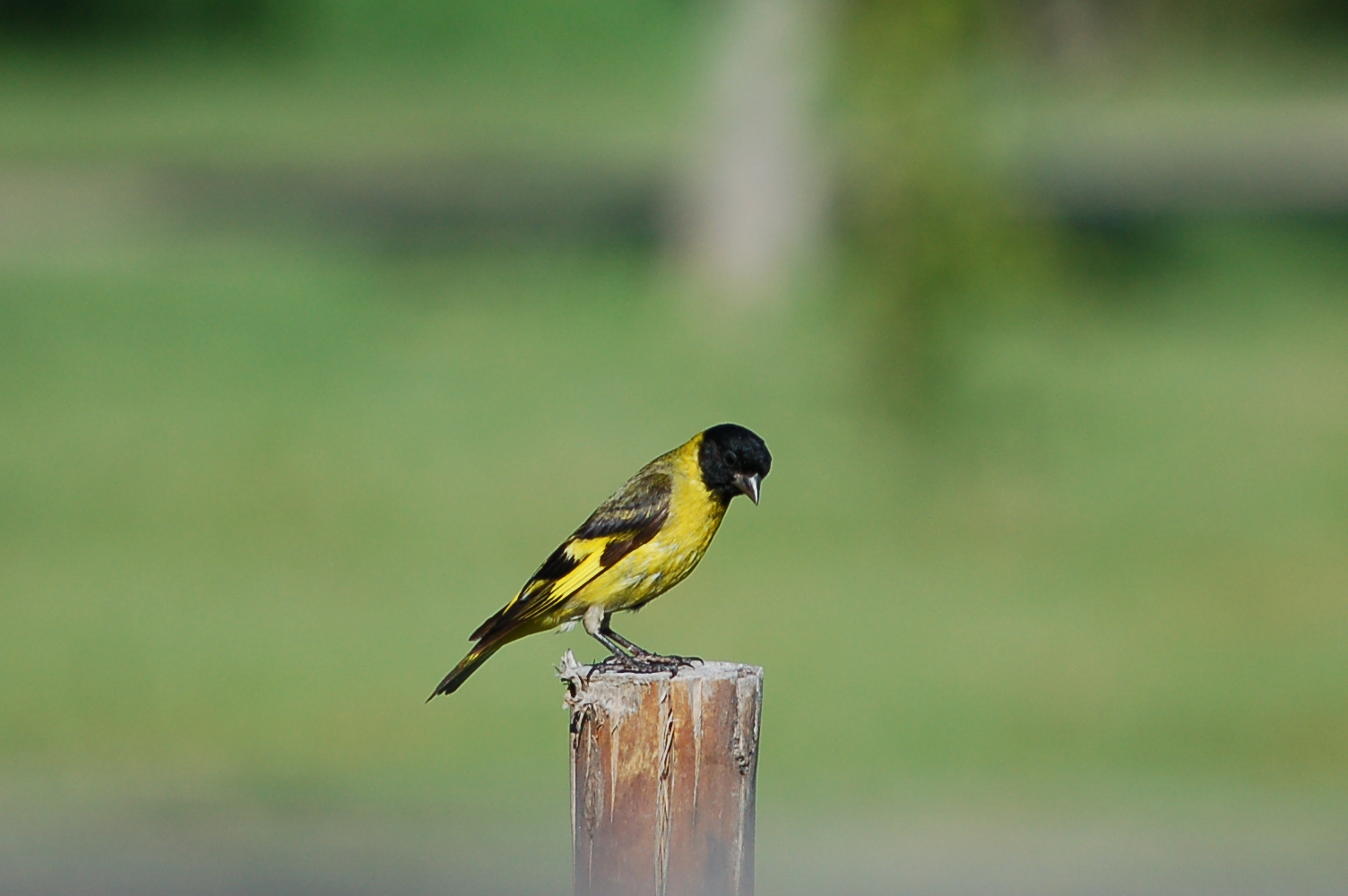
Posado en un lugar visible se deja ver a las posibles hembras o machos rivales.
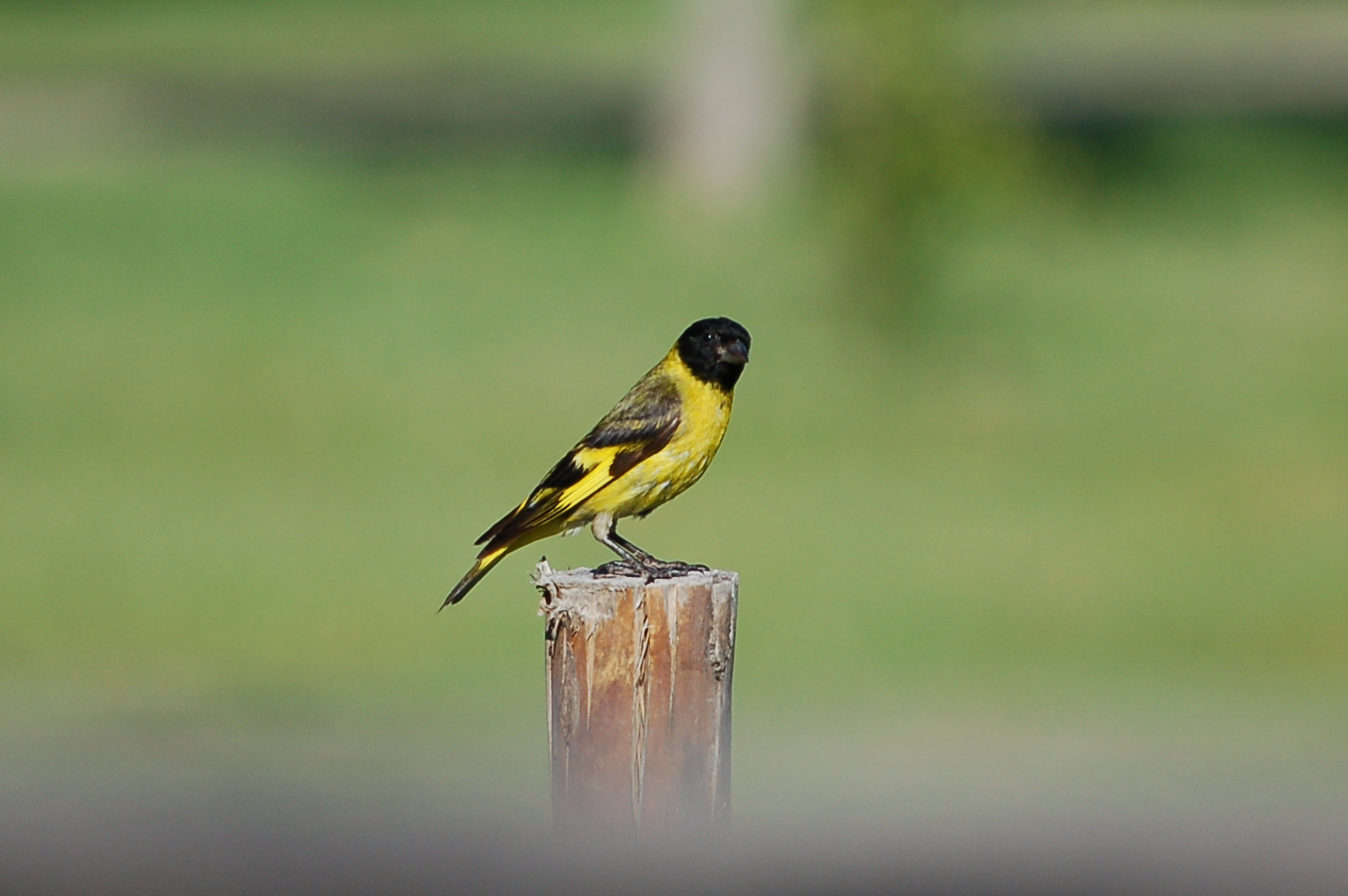
Vigila el territorio.
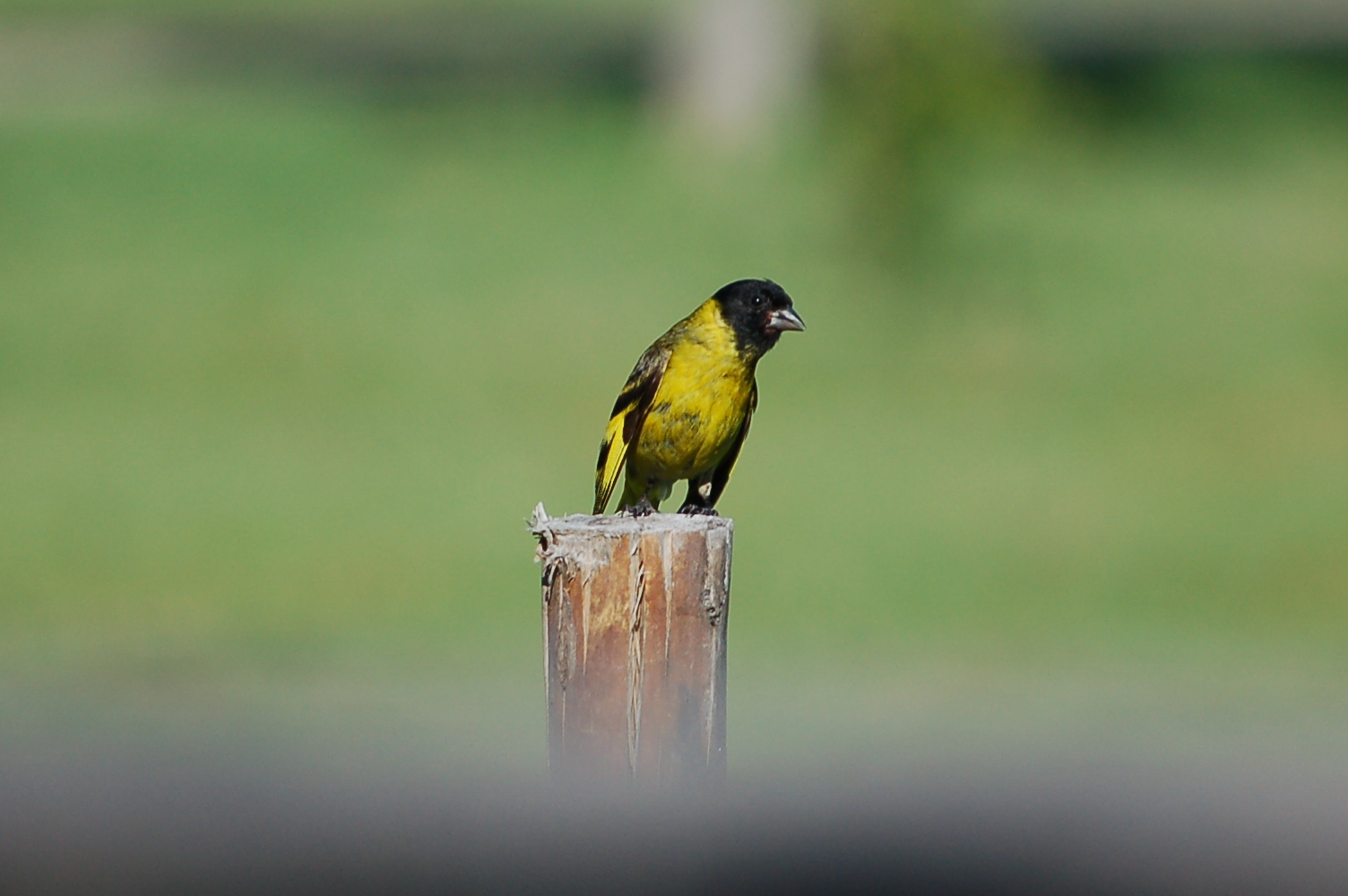
Con las alas bajadas muestra su celo.
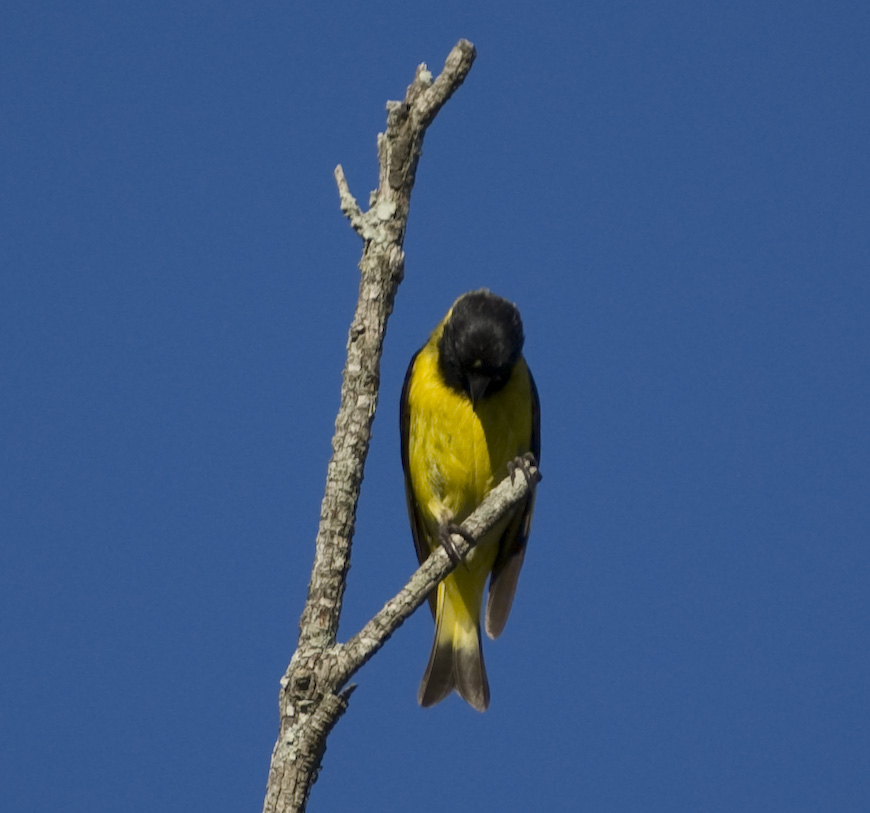
En un árbol, posado con tranquilidad, se acicala.
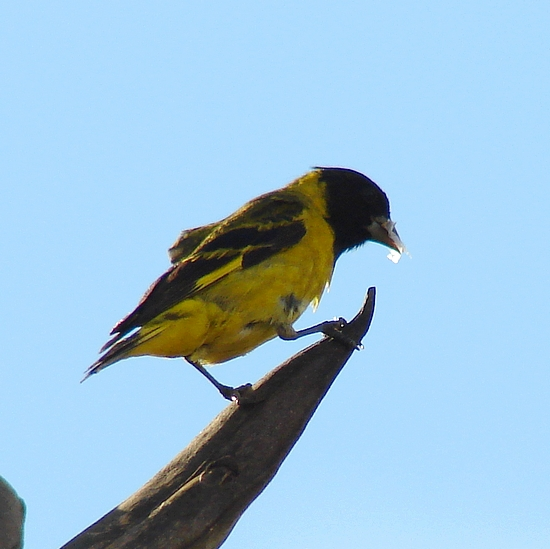
Lleva algo en el pico.
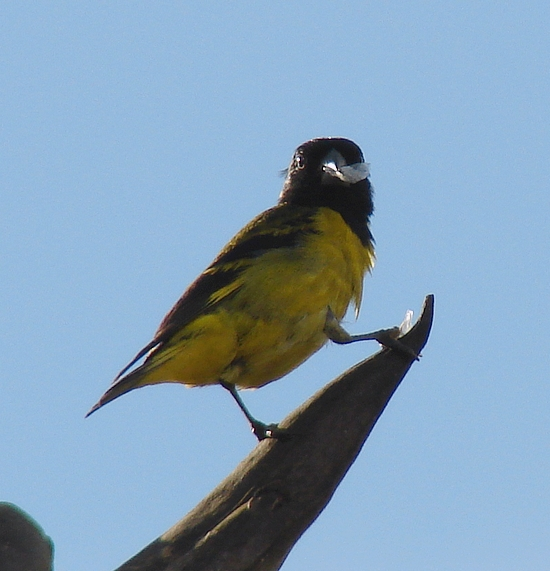
Mirando al fotógrafo.
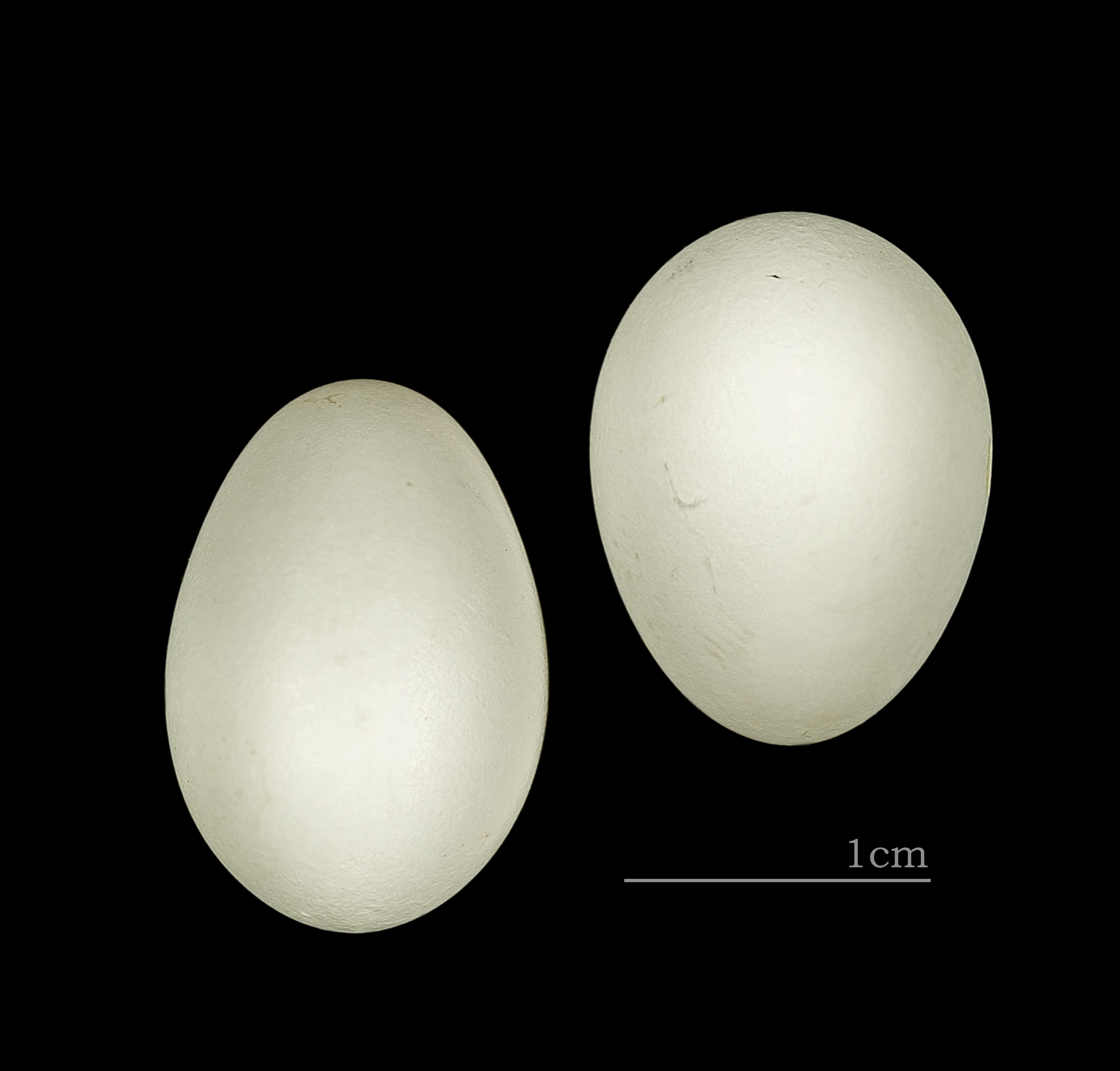
Huevos de Carduelis magellanica

## Canto
Se compone de trinos agudos y otras notas emitidas muy rápido. Llegan a cantar más de dos minutos ininterrumpidamente, variando los sonidos y cambiando de tono para embellecer y quebrar la monotonía de la frase. Cuando un macho canta contagia al resto formándose varios grupos de coros en el mismo árbol. Tiene sus momentos de canto que suele ser por las mañanas o por las tardes cuando refresca. Cuando va en bandadas mantienen el contacto permanente con sus incesantes silbidos.